# Monastero dell'Annunciazione (Kiržač)
Il monastero dell'Annunciazione in russo Благовещенский монастырь? sorge a Kiržač e dipese dal monastero della Trinità di San Sergio, che sorge a soli 48 km più a ovest. Nel monastero visse anche Sergio di Radonež nel periodo tra il 1354 e il 1358.
La piccola cattedrale del monastero, eretta durante il regno di Ivan Il Grande, si rifà allo stile delle prime cattedrali moscovite. Viene comunemente indicata come uno degli ultimi e più esemplificativi esempi di questo stile architettonico. Una galleria aperta unisce la cattedrale con la vicina chiesa del Salvatore, commissionata dai boiardi Miloslavskij nel 1656 per contenere le tombe di famiglia. Nel XVI secolo fu adibita a refettorio e assieme alla chiesa di San Sergio, fu demolita durante il periodo sovietico.